# Бетбулак
Бетбула́к (каз. Бетбұлақ) — село у складі Улитауського району Улитауської області Казахстану. Адміністративний центр та єдиний населений пункт Алгабаського сільського округу.
Населення — 400 осіб (2021; 565 у 2009, 658 у 1999, 782 у 1989).
Національний склад станом на 1989 рік:
- казахи — 100 %.